# McLaren MP4-15
Chronologie des modèles (2000)
McLaren MP4-14 McLaren MP4-16
La McLaren MP4-15 est la monoplace de Formule 1 engagée par l'écurie McLaren Racing en championnat du monde de Formule 1 2000. Elle est pilotée par le Finlandais Mika Häkkinen et l'Écossais David Coulthard. Le pilote d'essai est le Français Olivier Panis, en provenance de Prost Grand Prix.

## Historique

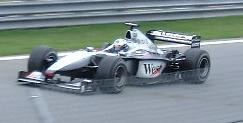
David Coulthard à bord de la McLaren MP4-15 lors du Grand Prix du Canada 2000

Après deux premières courses soldées par un double abandon et une disqualification de David Coulthard pour aileron non réglementaire au Grand Prix du Brésil, les pilotes McLaren montent sur le podium, Häkkinen étant deuxième et Coulthard troisième. Au Grand Prix suivant, à Silverstone, McLaren obtient un doublé, David Coulthard décrochant la victoire. Cette performance est réitérée au prochain Grand Prix, Häkkinen devançant Coulthard. Deux autres doublés seront obtenus, en France et en Autriche.
La MP4-15 s'avère fiable puisqu'elle abandonne cinq fois sur les trente-quatre engagements. De plus, les pilotes McLaren terminent à chaque fois dans les points et montent sur le podium à treize courses.
À la fin de la saison, McLaren Racing termine deuxième du championnat des constructeurs avec 152 points. Mika Häkkinen est vice-champion du monde avec 89 points tandis que David Coulthard est troisième avec 73 points.

## Résultats en championnat du monde de Formule 1

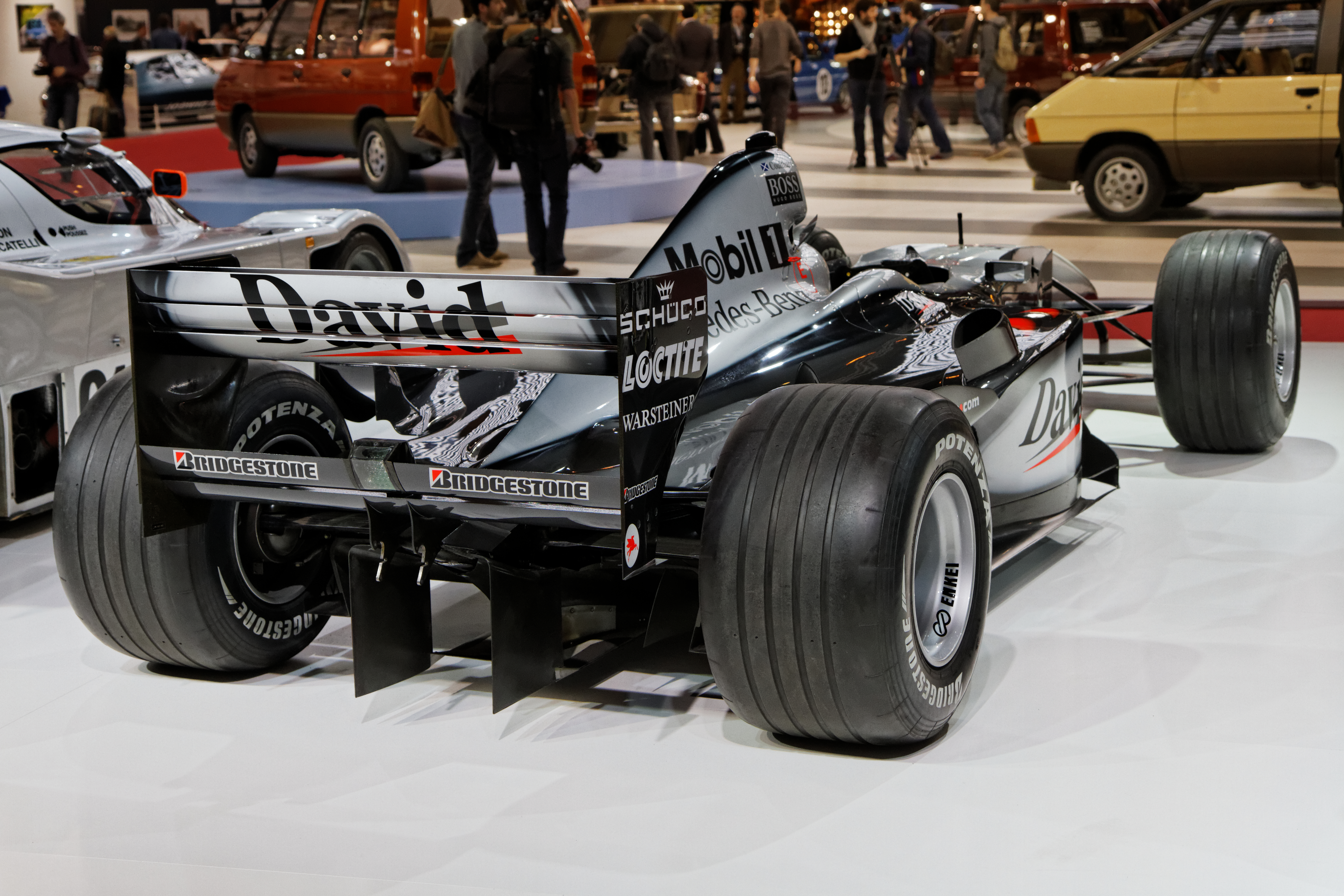
Photo de l'arrière de la McLaren MP4-15 de David Coulthard exposée au salon Rétromobile en 2014.

| Saison | Écurie                | Moteur                    | Pneus       | Pilotes         | Courses | Courses | Courses | Courses | Courses | Courses | Courses | Courses | Courses | Courses | Courses | Courses | Courses | Courses | Courses | Courses | Courses | Points inscrits | Classement |
| Saison | Écurie                | Moteur                    | Pneus       | Pilotes         | 1       | 2       | 3       | 4       | 5       | 6       | 7       | 8       | 9       | 10      | 11      | 12      | 13      | 14      | 15      | 16      | 17      | Points inscrits | Classement |
| ------ | --------------------- | ------------------------- | ----------- | --------------- | ------- | ------- | ------- | ------- | ------- | ------- | ------- | ------- | ------- | ------- | ------- | ------- | ------- | ------- | ------- | ------- | ------- | --------------- | ---------- |
| 2000   | West McLaren Mercedes | Mercedes-Benz FO 110J V10 | Bridgestone |                 | AUS     | BRÉ     | SMR     | GBR     | ESP     | EUR     | MON     | CAN     | FRA     | AUT     | ALL     | HON     | BEL     | ITA     | USA     | JAP     | MAL     | 152             | 2e         |
| 2000   | West McLaren Mercedes | Mercedes-Benz FO 110J V10 | Bridgestone | Mika Häkkinen   | Abd     | Abd     | 2e      | 2e      | 1er     | 2e      | 6e      | 4e      | 2e      | 1er     | 2e      | 1er     | 1er     | 2e      | Abd     | 2e      | 4       | 152             | 2e         |
| 2000   | West McLaren Mercedes | Mercedes-Benz FO 110J V10 | Bridgestone | David Coulthard | Abd     | Dsq     | 3e      | 1er     | 2e      | 3e      | 1er     | 7e      | 1er     | 2e      | 3e      | 3e      | 4e      | Abd.    | 5e      | 3e      | 2e      | 152             | 2e         |

Légende : ici 